# Łebcz (przystanek kolejowy)
Łebcz – zlikwidowany przystanek kolejowy w Łebczu w powiecie puckim, w Polsce, na przekształconej w drogę dla rowerów linii Swarzewo – Krokowa.